# Чумаков, Александр Николаевич
Алекса́ндр Никола́евич Чумако́в (род. 1 октября 1950, с. Северное, Лаганский улус, Астраханская область (теперь в составе Калмыкии)) — советский и российский философ, теоретик и организатор науки, специалист в области философии и теории глобалистики, создатель интернет-портала globalistika.ru, один из ведущих в России и на международном уровне специалистов по вопросам глобализации. Доктор философских наук, профессор МГУ им. М. В. Ломоносова. Член Президиума Российской экологической академии. Главный редактор журнала «Век глобализации».

## Биография
Родился 1 октября 1950 года в селе Северное Лаганского улуса Астраханской области в семье рыбака. Отец, Чумаков Николай Тимофеевич (1920—1985), встретил Великую Отечественную войну в Белоруссии, закончил в Берлине в 1945 году. Мать, Чумакова Варвара Ефимовна (1924—2014), участница трудового фронта. В 1955 году семья переехала в Хадыженск Краснодарского края. Родители воспитали 4 детей.
Окончил Хадыженский нефтяной техникум (1966—1972); С 1968 по 1970 служил в Советской армии (в Чехословакии); 1972—1975 — работал помощником бурильщика, мастером по бурению скважин на ядерных полигонах Семипалатинска и Новой Земли.
В 1975 году поступил на подготовительное отделение философского факультета МГУ имени М. В. Ломоносова.
В 1981 году с отличием окончил философский факультет МГУ (именная стипендия им. К. Маркса) и аспирантуру этого факультета (1984).
В 1984 году в МГУ под научным руководством члена-корреспондента АН СССР, доктора философских наук, профессора И. Т. Фролова защитил диссертацию на соискание учёной степени кандидата философских наук по теме «Методологические аспекты исследования глобальных проблем современности (философско-социологический анализ)» (специальность 09.00.01 «Диалектический и исторический материализм»), посвящённую социальной экологии.
В 1991 году в Институте современных общественных проблем защитил диссертацию на соискание учёной степени доктора философских наук по теме «Социально-философские аспекты глобальных проблем» (Специальность — 09.00.11 «Социальная философия»). Официальными оппонентами выступили доктора философских наук и профессора Г. С. Гудожник, В. И. Замковой и В. М. Лейбин. Ведущая организация — кафедра философии АН СССР.
В 1993 году присвоено учёное звание профессора.
С 1981 по 1995 годы — ассистент, старший преподаватель, доцент, профессор (по совместительству) Всесоюзного заочного юридического института (ВЮЗИ); в последующем переименован в Московскую государственную юридическую академию (МГЮА), затем в Московский государственный юридический университет имени О. Е. Кутафина. С 1995 по 2009 год — профессор.
С 1984 по 1987 годы — старший референт Правления Всесоюзного общества «Знание» (учёный секретарь секции общественных наук).
С 1987 по 2019 годы — старший научный сотрудник, ведущий научный сотрудник и руководитель группы «Глобальные исследования» Института Философии РАН (1995—2017 гг. по совместительству).
С 2000 по 2001 годы — заведующий кафедрой философии Российской академии государственной службы при Президенте РФ (по совместительству).
С 2009 по 2017 годы — профессор и заведующий кафедрой философии, руководитель научной школы «Философия глобализации» Финансового университета при Правительстве РФ.
С 2008 года по н/в — профессор факультета глобальных процессов МГУ им. М. В. Ломоносова (2008—2019 гг. по совместительству), где читает лекции по философии, философии и истории науки, авторские курсы: «Теоретическая глобалистика», «Актуальные проблемы глобальных исследований», «Политическая глобалистика», «Россия в глобальном мире» и др.; руководит междисциплинарным семинаром «Актуальные проблемы глобалистики».

## Научная деятельность
Автор более 730 научных публикаций, в том числе на английском, китайском, немецком, французском, турецком, польском, румынском и других иностранных языках по социальной философии, теории и методологии глобалистики, философии и культурно-цивилизационным аспектам глобализации и глобальных проблем. Автор, ответственный редактор и член редколлегий более 100 монографий, книг, учебников, хрестоматий, справочных изданий.
В работах Чумакова формулируется и обосновывается взгляд на глобалистику как особую междисциплинарную сферу научных, философских и культурологических исследований, направленных на осмысление процессов глобализации, а также на теоретическое и практическое решение порождаемых глобализацией глобальных проблем современности; выявляется и разрабатывается круг основных категорий глобалистики, формулируются фундаментальные положения, составляющие философскую основу глобалистики как специфической отрасли философского знания (генезис процессов глобализации, критерии глобальности, классификация глобальных проблем, влияние их на социальную активность и практическую деятельность людей и т. п.); выделяются основные этапы формирования и становления глобалистики, а также её различные направления — философско-методологическое, социоприродное, футурологическое и др.
На основе системного подхода к пониманию социальных процессов делается вывод, что к концу XX в. линейно-плоскостной мир уступил место миру объемному, многомерному, голографическому. Обосновывается точка зрения, что в XXI века на первый план в глобалистике выйдут проблемы мирового устройства, теория и практика глобального управления, а центр внимания в философском анализе глобализации и глобальных проблем сместится в сферу аксиологии и формирования глобального сознания.
А. Н. Чумаков является автором общей теории глобализации, которой посвящены три фундаментальные тесно взаимосвязанные монографии (трилогия).
Первая книга «Глобализация. Контуры целостного мира» представляет собой основополагающий фрагмент разрабатываемой автором общей теории глобализации, в которой он воссоздает холистическую (целостную) картину мира и рассматривает глобализацию, с одной стороны, как естественно-исторический процесс, а с другой — как сферу взаимоотношений и противоборства различных сил и интересов. История предстает как единый, разворачивающийся во времени процесс, проходящий определённые этапы, смену которых знаменуют основные поворотные пункты общественного развития, в результате чего происходят эпохальные метаморфозы. В конечном счете логика развития объективных событий порождает глобализацию, охватывающую всю Землю на уровне трех её основных сфер: геологической, биологической и социальной, которым дается объединённое название — триосфера. Показано, как проходило зарождение и становление глобалистики в качестве междисциплинарной области научного знания, образуемого на стыке философии, естественных, технических и гуманитарных наук.
Во второй книге «Метафизика глобализации. Культурно-цивилизационный контекст» в центр внимания поставлены культура, цивилизация и глобализация, анализируемые как тесно взаимосвязанные, фундаментальные характеристики различных культурно-цивилизационных систем. Обосновывается, что в силу объективных причин глобальные проблемы охватили все сферы общественной жизни различных народов, а их культурное и цивилизационное развитие оказалось втянутым в орбиту ускоряющейся многоаспектной глобализации. Показаны логика и определённая последовательность исторических событий, когда в результате поступательного развития и совершенствования культуры возникли и стали развиваться цивилизационные связи, породившие отдельные очаги цивилизации. В конечном счете, цивилизационное развитие привело к глобализации, которая, в свою очередь, обусловила появление во второй половине XX в. глобальных проблем современности. Используя системный подход к пониманию социальных процессов и опираясь на новейшие научные и философские достижения в этой области, автор приходит к выводу, что линейно-плоскостной мир уступил место миру объемному, голографическому.
Третья книга «Глобальный мир: столкновение интересов» является заключительной частью трилогии. Опираясь на проведенные ранее исследования природы и направленности глобальных процессов, автор показывает многоплановую структуру и динамику развития современного мира, анализирует международные отношения в условиях всеобщей взаимозависимости. Особое внимание уделяется противоречивой природе как самого человека, так и общественных отношений, что лежит в основе столкновения различных интересов и непрекращающихся социальных конфликтов. Рассматриваются вероятные сценарии исторического развития и предлагаются наиболее оптимальные пути решения актуальных социально-экономических и политических проблем как для отдельных стран, так и для мирового сообщества в целом.

## Исследовательские проекты и результаты
Основатель и руководитель постоянно действующего (с 2001 г.) ежемесячного междисциплинарного теоретического семинара «Актуальные проблемы глобалистики».
Руководитель Проекта «Философские проблемы глобализации» — грант Правительства Российской Федерации № 574п-П17 от 09.02.2013 г.
Руководитель совместного международного (российско-китайского) проекта проведения научных исследований по гранту РГНФ «Международные аспекты культурной политики России в постсоветский период» (проект № 15-23-21002 (2015—2017 гг.)). Коллективные монографии, изданные по гранту: Культурная политика России: актуальные аспекты. Коллективная монография /под ред. А. Н. Чумакова. — М.: Проспект, 2015. — 192 с.; Русская идея и китайский путь в культурном контексте современности. Монография / под ред. проф. А. Н. Чумакова и проф. Ли Хэй. — М.: РФО; ООО «СиДиПрессАрт», 2017. — 176 с.; Россия и Китай: межкультурное взаимодействие в постсоветский период : коллективная монография; под ред. проф. А. Н. Чумакова. Москва : КНОРУС, 2017. — 228 с.; Культура в условиях глобализации взгляд из России: монография / коллектив авторов; под ред. А. Н. Чумакова. — Москва: КНОРУС, 2017. — 372 с. 
Руководитель международного российско-китайского проекта проведения научных исследований по гранту РФФИ-КАОН «Культурно-философские основания китайско-российского сотрудничества» (проект № 19-511-93002 (2019—2021 гг.)). Коллективные монографии, изданные по гранту: Межкультурное взаимодействие России и Китая: глобальное и локальное измерение : коллективная монография / отв. ред. А. Н. Чумаков, Ли Хэй. — Москва : Проспект, 2019. — 224 с.; Теория и практика российско-китайских отношений : монография / отв. ред. А. Н. Чумаков, Ли Хэй. — Москва : Издательство Проспект, 2020. — 352 с.
Приглашенный исследователь Центра Культурологии Института Философии Китайской академии общественных наук (Пекин, Китай, 2019).

## Научно-организационная деятельность
Главный учёный секретарь Философского общества СССР (1987—1991); Первый вице-президент Российского философского общества (с 1991 по 2019); Председатель секции «Глобалистика» при Президиуме РФО (с 1998 г.); действительный член, член Президиума Российской экологической академии (с 1993 г.); член Исполкома Международной Ассоциации профессоров философии (Association Internationale des Professeurs de Philosophie (AIPPh)) (с 2012 г.); член Научно-методического совета Минобразования России по философии; вице-президент и член Исполкома Всемирного философского Форума (World Philosophical Forum).
Был участником XVIII (Брайтон, 1988), XIX (Москва, 1993), ХХ (Бостон, 1998), XXI (Стамбул, 2003), XXII (Сеул, 2008), XXIII (Афины, 2013), XXIV (Пекин, 2018) Всемирных философских конгрессов, на которых выступал с научными (в том числе пленарным) докладами, руководил секциями, специальными сессиями, круглыми столами.
На конгресс, состоявшийся в Стамбуле в 2003 г., организовал поездку российских и зарубежных философов (150 чел.) на специально зафрахтованном для этого пароходе «Мария Ермолова» по маршруту Новороссийск-Стамбул-Новороссийск (см.: «Философский пароход» // Вестник РФО, 2003, № 1, 2, 3, 4; https://rfo1971.ru/arhiv/).
Организовал возвращение после XXII Всемирного философского конгресса (Сеул, 2008 г.) российской делегации с участием видных зарубежных философов (85 чел.) из Южной Кореи во Владивосток на теплоходе, а затем «Философским поездом» из Владивостока в Москву (с остановками и научными конференциями в крупнейших российских городах: Хабаровск, Чита, Улан-Удэ, Иркутск (с выездом на оз. Байкал), Красноярск, Новосибирск, Екатеринбург, Казань). (см.: Вестник РФО, 2008, № 3, 4; https://rfo1971.ru/arhiv/).
Один из инициаторов проведения и основных организаторов Российских философских конгрессов: заместитель Сопредседателей Оргкомитетов Первого (1997, Санкт-Петербург), Второго (1999, Екатеринбург), Третьего (2002, Ростов-на-Дону), Сопредседатель Оргкомитета Четвёртого (2005, Москва), член Оргкомитета Пятого (Новосибирск, 2009), Сопредседатель Оргкомитетов Шестого (2012, Нижний Новгород) и Седьмого (2015, Уфа) Российских философских конгрессов.
Инициатор идеи и организатор культурно-просветительских акций «Философский поход в греки» (август 2005) и «Из Рима третьего в Рим первый» (август 2007), в рамках которых российские философы (автобусные туры из Москвы и обратно), знакомились с историческими памятниками, достопримечательностями и своими коллегами в Греции и Италии (см.: Вестник РФО, 2005, № 2, 3; 2007, № 2, 3; https://rfo1971.ru/arhiv/).
В 2003 году создал сайт globalistika.ru, посвящённый глобалистике и глобальным процессам. C 2020 года сайт работает под его научным руководством и под эгидой факультета глобальных процессов МГУ имени М. В. Ломоносова.
Сооснователь (с Л. Е. Грининым) и главный редактор журнала «Век глобализации», инициатор издания и главный редактор журнала «Вестник Российского философского общества» (1997—2018), инициатор издания и заместитель главного редактора журнала «Гуманитарные науки Вестник Финансового университета» (2011—2018), Главный редактор периодического издания «Труды членов РФО» (2001—2018).

## Основные работы

### Монографии
- Чумаков А. Н. Философия глобальных проблем. — М., Знание. 1994. — 160 с.
- Чумаков А. Н. Философия глобальных проблем. — Пекин. Изд-во Народного ун-та Китая. 1996. — 136 с. (на китайском языке).
- Чумаков А. Н. Глобализация. Контуры целостного мира. — М., Проспект. 2005. (2-е изд., перераб. и доп. — М. : Проспект, 2009; 2011, 2013, 2014, 2015; 3-е изд., перераб. и доп. — М. : Проспект, 2017; 2018, 2019, 2021) — 448 с.
- Чумаков А. Н. Метафизика глобализации. Культурно-цивилизационный контекст. — М., Канон+. 2006 (2-е изд., испр. и доп. — М.: Проспект, 2017; 2021) — 496 с.
- Чумаков А. Н. Глобальный мир: столкновение интересов : монография. — Москва : Проспект, 2018; 2019. — 512 с.
- Чумаков А. Н. Сущность современной глобализации. — Астана, ИД «Саяси агарту» Института системных исследований. 2007. — 98 с.
- Чумаков А. Н., Нестеренко Н. Я. История одного техникума. Хадыженский нефтяной. — М.: Проспект, 2014. — 272 с.
- Чумаков А. Н., Иоселиани А. Д. Философские проблемы глобализации / Чумаков А. Н., Иоселиани А. Д. — Москва, «Логос», 2015. — 172 с.
- Кацура А. В., Мазур И. И., Чумаков А. Н. Планетарное человечество: на краю пропасти. — Москва: Проспект, 2016. — 208 с.
- Chumakov Alexander N. Philosophy of Globalization. Selected articles. — М.: MAX-PRESS, 2010. — 188 p.
- Chumakov Alexander N. Philosophy of Globalization. Selected articles. 2nd revised and expanded edition. — М.: Moscow University Press, 2015. — 240 p.
- Chumakov A. N. Philosophy of Globalization. Selected articles — 3rd rev. and expand. ed. — Moscow : Moscow University Press, 2020. — 367 p.
- Chumakov Alexander N., and Gay W.C. (eds), Between Past Orthodoxies and the Future of Globalization: Contemporary Philosophical Problems. — Leiden, Boston: Brill-Rodopi, 2016. (Координатор творческого коллектива, соредактор и автор сборника научных статей).
- Nusser K., Tuninetti L., Seubert H., Nitschke H., Chumakov A., Sayamov Y., Mifsud J. G7 & Philosophy. A Philosophical Review of the Political Agenda of the G 7 Summit in Taormina, Italy, 2017. Edited by Stephan C. Roh. — Rome: Link Campus University, 2017.
- Alexander Chumakov. The Globalized World from the Philosophical Point of View (Chinese Edition) / Publisher: Book Jungle, 2018, 244 pp. (на китайском языке).
- Чумаков А. Н. Не нами сказано, не нам и забывать. От серьёзного до смешного. — М: Издательско-торговая корпорация «Дашков и К°», 2020; 2021. — 174 с.
- Чумаков А. Н. Путь в философию. Работы разных лет : монография. — Москва : Проспект, 2021. — 608 с.

### Учебники и учебные пособия
- Бучило Н. Ф., Чумаков А. Н. Философия: Учебное пособие для вузов. — М., Знание, 1998 г.
- Бучило Н. Ф., Чумаков А. Н. Философия: Учебное пособие для вузов. — М., ПЕР СЭ, 2001 (2-е изд.; 2003, 3-е изд.).
- Бучило Н. Ф., Чумаков А. Н. Философия: Учебное пособие для вузов. 4-е изд. — СПб., Питер, 2004.
- Бучило Н. Ф., Чумаков А. Н. Философия: Учебное пособие для вузов. 5-е изд., переработанное и дополн. — М.: Проспект, 2008 (Переиздание. 2010, 2013).
- Чумаков А. Н. Главы: III, IV, X // Философия. Часть первая. История философии: Учеб. Пособие / под ред. Проф. В. И. Кириллова, проф. С. И. Попова, проф. А. Н. Чумакова. — М., «Юристъ», 1996 (Изд. 2-е, перераб. и доп. — М., «Юристъ», 1998, 1998; 2002; 2003; 2004; 2005).
- Чумаков А. Н. Главы: I, II, V, XI // Философия. Часть II. Основные проблемы философии / Под ред. В. И. Кириллова. — М.: Юристъ, 1997.
- Чумаков А. Н. Глобалистика. Методическое пособие. М., МГУ, 2008 (2-е изд.// М.: МАКС Пресс, 2009; 2011).
- Чумаков А. Н. Глобализация и глобальные проблемы // Глава в учебнике: "Философия: учебник /Под ред. С. А. Лебедева. — М.: Эксмо, 2011.
- Чумаков А. Н. Россия в глобальном мире: реальность и перспективы. Учебно-методическое пособие. — М.: МАКС Пресс, 2012.
- Чумаков А. Н. Теоретическая глобалистика. Учебно-методический комплекс. — М.: МАКС Пресс, 2014.
- Чумаков А. Н. Введение; раздел I, тема 3, 12 // Философия в профессиональной деятельности: Учебное пособие. // Под ред. проф. А. Н. Чумакова. — М.: Проспект, 2013 (переизд. 2014).
- Хрестоматия по философии: учеб. Пособие / под ред. проф. А. Н. Чумакова. — М.: Издательство Юрайт, 2015.
- Философия: Учебник / Под ред. А. Н. Чумакова. — М.: Вузовский учебник: ИНФРА-М, 2015; 2016.
- Практическая философия. Учебник для магистров: учебник / под ред. А. Н. Чумакова. М.: Проспект, 2017.
- Хрестоматия по философии: учеб. пособие / под ред. А. Н. Чумакова. — Москва: Проспект, 2017.
- Чумаков А. Н. Раздел I; раздел II, тема 2, 3.1; раздел III, тема 1, 5 (в соавторстве), 8. // Философия: Учебник / Под ред. проф. А. Н. Чумакова. — М.: Вузовский учебник: НИЦ ИНФРА-М, 2013 (2-е изд., перераб. и доп. — М. : Вузовский учебник : ИНФРА-М, 2018).
- Хрестоматия по философии. Учебное пособие / под ред. проф. А. Н. Чумакова. — М.: Юрайт, 2015. Сер. 58 Бакалавр. Академический курс.
- Хрестоматия по философии: учеб. Пособие. В 2-х частях / под ред. проф. А. Н. Чумакова. — М.: Юрайт, 2017.
- История и философия науки : учебник для аспирантов и соискателей / под ред. д.э.н., проф., акад. РАО М. А. Эскиндарова; д.ф.н., проф. А. Н. Чумакова. — М.: Проспект, 2018; (переизд. 2019).
- Философия: учебник / под ред. А. Н. Чумакова. — 3-е изд., перераб. и доп. — М.: Проспект, 2021.
- Философия. Хрестоматия: учебное пособие / отв. ред. А. Н. Чумаков. — М.: Проспект, 2021.

### Справочные издания
- Автор идеи, составитель, соредактор, сопредседатель редсовета и автор более 40 статей издания — «Глобалистика: Энциклопедия» / Гл. ред. И. И. Мазур, А. Н. Чумаков; Центр научных и прикладных программ «Диалог». — М.: ОАО Издательство «Радуга», 2003.
- Составитель и Главный редактор — «Global studies Encyclopedia» / Edited by I.I.Mazour, A.N.Chumakov, W.C.Gay; TsNPP «Dialog». — Moscow, Raduga Publishers, 2003.
- Mazour, Ivan I., Alexander N. Chumakov, and William C. Gay eds. 2005. Global Studies Encyclopedia, Prometheus Books. (2005).
- Составитель, Главный редактор и автор около 100 статей издания — «Глобалистика: Международный, междисциплинарный, энциклопедический словарь». / Гл. ред. И. И. Мазур, А. Н. Чумаков. — М.-СПб.-Нью-Йорк: Элима, Питер, 2006.
- Автор идеи и координатор Международного Проекта, Председатель Экспертного совета и соредактор издания «Глобалистика. Персоналии, организации, издания: энциклопедический. Справочник». / Редкол.: И. В. Ильин, И. И. Мазур, А. Н. Чумаков. М.: Альфа-М: 2012. 432 с. (2-е изд. Стер. — М. : КНОРУС, 2016).
- Руководитель творческого коллектива, соредактор и автор более 60 статей Международного издания — Global Studies Encyclopedic Dictionary. Edited by Alexander N. Chumakov, Ivan I. Mazour and William C. Gay. With a Foreword by Mikhail Gorbachev. Editions Rodopi B.V., Amsterdam/New York, NY 2014. XI, 531 pp.
- Соредактор издания, председатель Экспертного совета и автор статей Global Studies Directory. People, Organizations, Publications. Edited by Alexander N. Chumakov, Ilya V. Ilyin and Ivan I. Mazour. Editions Brill / Rodopi, Leiden/Boston, 2017, 720 pp.
- Составитель, соредактор и автор антологии — Russian philosophy in the twenty-first century : an anthology / edited by Mikhail Sergeev, Alexander Chumakov, and Mary Theis; with a foreword by Alyssa DeBlasio. Description: Leiden ; Boston : Brill Rodopi, 2021.

### Статьи
- Современный мир: на пороге фундаментальных трансформаций // Век глобализации. № 2(2), 2008. С. 88-94.
- Recognizing Globalization // Europa Forum. Philosophie. Bulletin № 58, avril 2008.
- On the Subject and Boundaries of Global Studies // Age of Globalization. Studies in Contemporary Global Processes. Scientific Journal. # 1, 2008.
- An Anthropological Dimension of Globalization // The Human Being in Contemporary Philosophical Conceptions / Edited by N. Omelchenko. Cambridge Scholars Publishing, 2009.
- Глобализация и космополитизм в контексте современности // Вопросы философии № 1, 2009 г.
- «Философский поезд»: от Владивостока до Москвы // Вопросы философии № 1, 2009 г.
- Виноваты ли антигерои? // Международная жизнь, № 2-3, 2009 г.
- Social aspects of globalization // Europa Forum «Philosophy».Teaching Bulletin 60, Fevrier 2009.
- The Globalized World that Faces Reconstruction (на китайском яз.) // Teaching and Research, # 11, 2009 (Beijing, China).
- Россия в глобальном мире: необходимость адекватных решений // Век глобализации. № 2(4), 2009. С. 163—171.
- Глобалистика как междисциплинарная область исследования // Журнал «Ценности и культура», № 6, декабрь 2009 (Пекин, Китай) (на китайском яз.).
- Мировой кризис как шанс для России // Вестник Московского ун-та. Серия 18: Социология и политология. Том 18, № 3, 2009.
- Глобальный мир: проблема управления // Век глобализации. № 2(6), 2010. С. 3-15.
- Philosophy as the Method of Achievement of a Worthy Human Future // «Abstracts of the World Philosophy Day Congress 2010». Tegran, 2010.
- Философия перед вызовом глобализации // В китайском академическом жур-ле «Вестник Цзян Хай» (Jianghai Academic Journal), № 1, 2011.
- Философия как индикатор культурно-цивилизационного развития общества // Гуманитарные науки, № 1, 2011. С. 18-23.
- Гуманитарный аспект глобализации: российское измерение // Ж-л «Геополитика и безопасность». Аналитический и научно-практич. журнал. № 4(16), 2011. С.35-42.
- На пути к гражданскому обществу // Вестник РФО, № 4(60), 2011. С. 8-11.
- Культура в условиях глобальных трансформаций // «Вестник Московского ун-та». Серия XXVII. Глобалистика и геополитика, № 1-2 / 2011. С. 105—121.
- Culture in the Global World: Between Dialogue and Conflict // Globalistics and Globalization Studies. Volgograd: «Uchitel» Publishing House, 2012. С. 119—124.
- Глобалистика в системе современного научного знания // Вопр. философии. 2012. № 7. С. 3-17.
- Конфликт и возможности диалога в современном мире // Диалог (Болгария). 2012. № 2. С. 1-8.
- Предмет глобалистики // Alma mater. Вестн. высш. шк. 2012. Март, № 3. С. 3-6.
- Проблема управления как повод для дискуссии // Век глобализации. 2012. № 2(10). С. 28-34.
- Современный мир в культурно — цивилизационном измерении // Гуманитарные науки. 2012. № 3(7). С. 86-91.
- Актуальные проблемы современной глобалистики: социоприродный аспект // Философские науки, № 12, 2012. С. 7-17.
- Культурно-цивилизационный диалог как способ решения проблем в современном мире // Вопросы философии, № 1, 2013. С.35-42.
- Философия в современном мире: диалог мировоззрений // Вопросы философии, № 1, 2013.
- Ноосфера В. И. Вернадского: философское и естественнонаучное содержание // Вестн. Моск. ун-та. Сер. XXVII. «Глобалистика и геополитика». 2013. № 1.
- What Must We Do Confronted with Globalization? // Age of Globalization. 2013, N 3.
- Chumakov A. Thinking in Time: Lessons from the History of Globalization // STUDIA DIPLOMATICA LXVI-1 (2013) — The Brussels Journal of International Relations. Academia Press (Ghent), 2013. P. 93-100.
- Chumakov A. Multiple Modernities as a Condition of Development of the Modern World // Academic Forum Collected Papers. -Institute for Advanced Humanistic Studies, PKU, China, 2014. P. 32-42.
- Chumakov A.N. Which Attitude should have Politicians confronted with Globalization? // Europa Forum Philosophie. Bulletin 63. Mai 2014, № 43. P. 49-68.
- Global world: a problem of governance // Campus-Wide Information Systems, Vol. 31 No. 2/3, 2014. P. 108—120.
- Культурно-цивилизационные разломы глобального мира // Век глобализации. 2015. № 2(16). С. 35-47.
- От правды к истине: на пути познания // Философские науки, № 2, 2015. С. 129—141
- Массовая культура как порождение и спутник глобализации // Вестник Московского университета. Научный журнал. Серия XXVII «Глобалистика и геополитика» № 1/2 · 2015 · январь-июнь. С. 12-131.
- Язык как средство коммуникации и решения проблем в глобальном мире // Вопросы философии. 2015. № 12. С. 5-14.
- Триосфера, эпометаморфоз и новые задачи глобалистики // Век глобализации. 2016. № 3 (19). С. 3-15.
- Мировая политика в контексте глобализации // Азия и Африка сегодня, № 12, 2016.
- Culture in the Global World and Opportunities for Dialogue // Synthesis Philosophica, 62 (2/2016). Zagreb, 2016. P. 71-74.
- Современная Россия и уроки русской революции 1017 года // Вестник МГУ. Серия 27. Глобалистика и геополитика. № 1, 2017. С. 68-79.
- Cultural and civilizational fractures of the global world // International Journal of Foresight and Innovation Policy, Vol. 12, Nos. 1/2/3, 2017. P. 58-68.
- Грядущая демографическая лавина: на пороге Великого переселения народов // Век глобализации, 2017, № 2(22). С. 3-19.
- Основные тренды мирового развития: реалии и перспективы // Век глобализации. 2018. № 4. С. 3-15.
- Современный мир в европейском измерении // Современная Европа, № 2, 2019. С. 1-8.
- «Философские пароходы» и исторические судьбы русской философии // Российский гуманитарный журнал. 2020. Том 9. № 1. С. 3-15.
- Digitalization and Globalization // Forum Philosophie International, # 69, 2020. P. 77-86.
- Экологическая культура как основа природоохранной деятельности // Использование и охрана природных ресурсов в России, № 3(163), 2020. С. 114—120.
- Глобалистика в контексте современности: испытание пандемией // Век глобализации, № 3(35), 2020. С. 3-14.
- From Cultural Pluralism and Civilizational Disintegration to a Global Cultural-cum-civilizational System // Challenges of Globalization and Prospects for an Inter-civilizational World Order / Editor Ino Rossi. St. John’s University, New York City, USA, Springer, 2020. pp. 1015—1029.
- Глобальный мир с литературной точки зрения (на основе творчества М. И. Веллера) // Век глобализации, № 1(37), 2021. С. 32-44.
- Main Trends of Global Development: Its Reality and Prospects // Journal of Chinese Philosophy, 02 Feb 2021. pp. 80-88.
- Historical and Philosophical Aspects of Global Studies in the Modern Scientific System // Russian philosophy in the twenty-first century : an anthology / edited by Mikhail Sergeev, Alexander Chumakov, and Mary Theis; with a foreword by Alyssa DeBlasio. Description: Leiden ; Boston : Brill Rodopi, 2021. pp. 32-49.

### Редакторские работы
Член Редколлегий (Редакционных советов) журналов: «Геополитика и безопасность»; «Вестник МГУ. Серия XXVII Глобалистика и геополитика»; «Философия образования»; «Философия и культура»; «Полигнозис»; «Пространство и время»; «Каспийский регион»; «Философская мысль»; «Философская антропология»; «Ученые записки Казанского университета. Серия: Гуманитарные науки»; «Профессиональное образование в современном мире»; «Использование и охрана природных ресурсов в России»; «SocioTime / Социальное время»; «Credo New»; «Journal of Globalization Studies»; «Диалог» (Болгария), Journal of Multidisciplinary Educational Research; «Open Journal of Social Sciences»; International Journal of Creative Research Thoughts, Researcher. European Journal of Humanities & Social Sciences; Journal «Global Processes» и др.
Редактор:
- Проблемы преподавания философии в высшей школе. Материалы конференции / под редакцией Чумакова А. Н. — М., РФО, 1996. — 363 стр.
- На пути к открытому обществу. Идеи Карла Поппера и современная Россия / Отв. ред. А. Н. Чумаков. — М., «Весь мир», 1998. — 256 с.
- Философия. Часть первая. История философии: Учеб. Пособие / под ред. Проф. В. И. Кириллова, проф. С. И. Попова, проф. А. Н. Чумакова. — Изд. 2-е, перераб. и доп. — М., «Юристъ», 1998.
- Базовые ценности современной России: философская рефлексия: Сб. научных трудов / Под. Ред. М. А. Федотовой, А. Н. Чумакова. — М.: ФУ, 2011
- Диалог культур в условиях глобализации/ Матер-лы Бакинского форума, посв. памяти Г.Алиева // Под общ. ред. Мамедова Н. М., Чумакова А. Н. — М.: «Канон+», 2012.
- Куда движется век глобализации? / Под ред. А. Н. Чумакова, Л. Е. Гринина. — Волгоград: Учитель, 2014. — 400 с.
- Вопрос национальной идентичности в контексте глобализации. Сборник научных статей / отв. ред. А. Н. Чумаков. — М.: Проспект, 2014.- 144 с.
- Прошлое и будущее российской интеллигенции. Сборник научных трудов / под ред. А. Н. Чумакова. — М.: Проспект, 2015. — 128 с.
- Диалог культур: социальные, политические и ценностные аспекты // Материалы Московского форума, посвященного памяти Гейдара Алиева / Под общей ред. Н. М. Мамедова, А. Н. Чумакова. Отв. ред. А. А. Гезалов, И. Р. Мамед-заде. — М.: «Канон+» РООИ «Реабилитация», 2015. — 616 с.
- This Globalizing World / Edited by Alexander N. Chumakov and Leonid E. Grinin. — Volgograd: ‘Uchitel’ Publishing House, 2015. — 224 pp.
- Меняющиеся ценности в современном мире: сборник научных трудов / под ред. А. Н. Чумакова, Т. М. Махаматова. — М.: Вузовский учебник; ИНФРА-М, 2016. — 280 с.
- Проблемы языка в глобальном мире: монография / под ред. Е. В. Ганиной, А. Н. Чумакова. — Москва: Проспект, 2016. — 208 с.
- Диалог культур и вызовы современной эпохи: Материалы Бакинского форума, посвященного памяти Гейдара Алиева / под общ. ред. Н. М. Мамедова, А. Н. Чумакова; отв . ред. А. А. Гезалов, И. Р. Мамед-заде. — М.: Какон+ РООИ «Реабилитация», 2019.- 528.

## Награды и звания
- Лауреат Международной Премии мира Гузи (2015)[8]
- Медаль «В память 850-летия Москвы»
- Знак Совмина СССР «Ударник 9 пятилетки»
- Памятный знак «За ликвидацию радиационных аварий»
- Лауреат ежегодного конкурса издателей России «Книга года» в номинации «Энциклопедист» (2003) за Международную энциклопедию «Глобалистика» (на русском и английском языках)
- Лауреат Международной премии им. Н. К. Байбакова (2004 г.), присуждаемой Международной топливно-энергетической ассоциацией (МТЭА) «За большие достижения в решении проблем устойчивого развития энергетики и общества»
- Обладатель Диплома издательской программы «300 лучших учебников для высшей школы в честь 300-летия Санкт-Петербурга» (2006 г.) за 4-е издание учебного пособия «Философия» (в соавторстве)
- Медаль «За значительный вклад в глобальные исследования» (2013)
- Нагрудный знак «Орден В. И. Вернадского» (2014)
- Диплом Оптинского Форума «За большой вклад в сохранение духовно-культурного наследия России» (2006)
- Visiting Professor of the Beijing Normal University (Пекин, Китай, 2007—2010)
- Visiting Professor at Link Campus University (Рим, Италия, 2019—2021)
- Почетный доктор Башкирского государственного университета (2015)
- Заслуженный профессор Финансового университета при Правительстве РФ (2016)
- Член Всемирной академии искусства и науки (en:World Academy of Art and Science)